# Даніель Карлсбакк
Даніель Селанд Карлсбакк (норв. Daniel Seland Karlsbakk, нар. 7 квітня 2003, Крістіансанд, Норвегія) — норвезький футболіст, нападник нідерландського клубу «Геренвен» та молодіжної збірної Норвегії.

## Ігрова кар'єра

### Клубна
Даніель Карлсбакк починав займатися футболом у молодіжній команді клубу «Брюне», з яким у 2019 році підписав професійний контракт і в жовтні того року зіграв першу офіційну гру на професійному рівні. У наступному сезоні «Брюне» виборов підвищення в класі і сезон 2021 Карлсбакк провів вже у Першому дивізіоні.
У грудні 2021 року футболіст підписав трирічний контракт з клубом Елітсерії «Вікінг». Першу гру у новій команді нападник провів у квітні 2022 року у кубковому поєдинку проти «Буде-Глімт». В ході сезону 2022/23 Карлсбакк був заявлений на турнір Ліги конференцій але не зіграв жодного матчу.
У січні 2023 року норвежець перейшов до стану нідерландського клубу «Геренвен», з яким підписав контракт до 2026 року. Вже 7 лютого Даніель зіграв першу гру за нову команду у кубковому матчі проти «НАК Бреда».

### Збірна
У 2022 році Даніель Карлсбакк дебютував у складі молодіжної збірної Норвегії.

## Приватне життя
Даніель є сином Ейвінда Карлсбакка - професійного футболіста, який виступав у чемпіонаті Норвегії у 90 - тих роках ХХ століття.